# دبي العالمية
دبي العالمية هي شركة استثمارية تُدير وتُشرف على مجموعة من المشاريع لحكومة دبي عبر مجموعة واسعة من القطاعات والمشاريع الصناعية التي تروِّج لدبي كمركز للتجارة والتداول. وباعتبارها شركة تابعة لشركة دبي للاستثمار فهذه الشركة حاملة واجهة إمارة دبي في الاستثمارات العالمية ولها دور مركزي في اتجاه اقتصاد دبي. وتشمل أصولها شركة «موانئ دبي العالمية» التي أثارت جدلًا كبيرًا عند محاولتها الاستحواذ على ستة موانئ أمريكية وذراعها العقاري شركة «نخيل» التي شيّدت «جزر النخلة» و «ذا وورلد للتطوير» وشركة «استثمار العالمية» ويرأسها الشيخ أحمد بن سعيد آل مكتوم.

## التاريخ
تأسست شركة دبي العالمية بموجب مرسوم صدق عليه في 2 مارس 2006 من قبل الشيخ محمد بن راشد آل مكتوم حاكم دبي. وهو أيضًا صاحب أغلبية الأسهم في دبي العالمية.
في 2 يوليو 2006 تم إطلاقها كشركة قابضة تضم أكثر من 50000 موظف في أكثر من 100 مدينة حول العالم. لدى المجموعة الآن استثمارات عقارية واسعة في الولايات المتحدة والمملكة المتحدة وجنوب أفريقيا. تصدرت دبي العالمية عناوين الصحف في مارس 2008 بعد أن هدد رئيسها سلطان أحمد بن سليم بسحب استثماراتها من أوروبا. جاءت تهديدات دبي العالمية بعد فترة وجيزة من محاولة الاتحاد الأوروبي طرح مجموعة من القوانين ومبادئ الشفافية وإمكانية التنبؤ والمساءلة" لصناديق الثروة السيادية.
في 26 نوفمبر 2009 اقترحت شركة دبي العالمية تأخير سداد ديونها الأمر الذي زاد من مخاطر أكبر تقصير حكومي منذ إعادة هيكلة الديون الأرجنتينية في عام 2001. وطلبت دبي العالمية وهي الأداة الاستثمارية للإمارة التأجيل لمدة ستة أشهر لسداد ديون بقيمة 26 مليار دولار. كان حجم الدين يربك العديد من الأسواق مما تسبب في انخفاض العديد من المؤشرات بما في ذلك أسعار النفط وانخفضت الأسهم الأمريكية بشكل حاد لكنها ارتدت من أدنى مستوياتها حيث استنتج المستثمرون أنه قد يتم احتواء الضرر. خسر مؤشر داو جونز الصناعي حوالي 155 نقطة أو ما يقرب من 1.5 في المائة في يوم تداول قصير، وتراجعت أيضا متوسطات الأسهم الأخرى. هبطت أسعار النفط بما يصل إلى 7 في المئة قبل أن تسترد بعض الأرباح في وقت لاحق من اليوم.
في 12 ديسمبر 2010 عينت دبي الشيخ أحمد بن سعيد آل مكتوم رئيس شركة طيران الإمارات وعم حاكم الولاية كرئيس لمجلس إدارة دبي العالمية في تجديد مجلس الإدارة بعد عام من إعلان الشركة أنها ستوقف سداد القروض للأسواق وخروج سلطان أحمد بن سليم.
أندرو واتسون يشغل منصب المدير الإداري في دبي العالمية منذ يوليو 2011.
في 29 يناير 2013 وقعت مع شركة دراى دوكس العالمية مذكرة تفاهم لإقامة شراكة مشتركة بقيمة 2.5 مليار دولار في إندونيسيا لتطوير مجمّع بحري في البلد الآسيوي الذي يستثمر في قطاعات كثيرة أبرزها صناعة البتروكيماويات.

## أزمة الديون في 2009

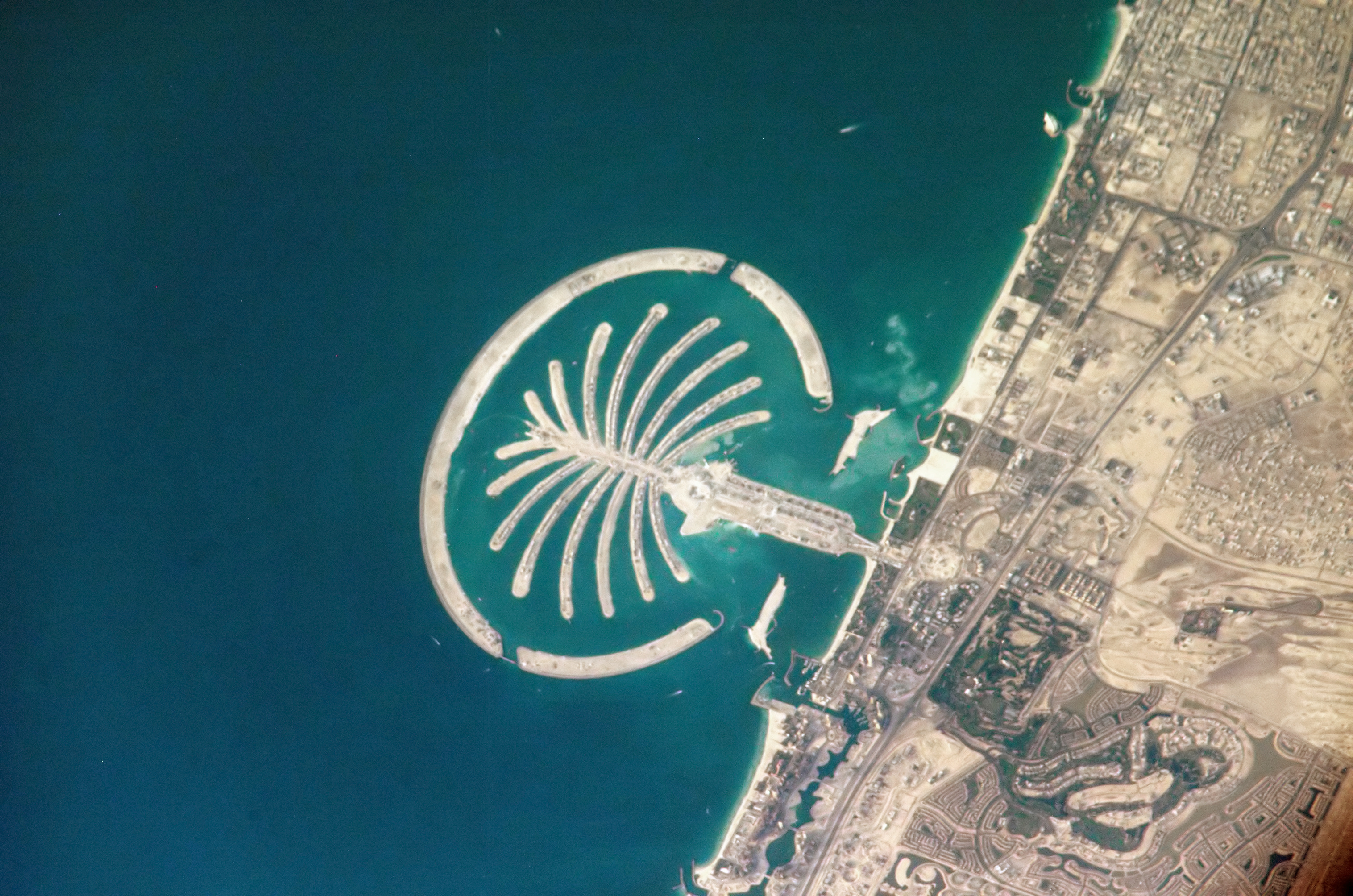
جزيرة النخلة الصناعية على شاطئ الجميرة تُشاهد من محطة الفضاء الدولية في عام 2005.

مع بداية الأزمة المالية 2007-2010، تراجعت سوق العقارات في دبي بعد طفرة استمرت ست سنوات. في 25 نوفمبر 2009، أعلنت حكومة دبي أن الشركة «تعتزم مطالبة جميع مقدمي التمويل إلى دبي العالمية» بالتوقف «وتمديد أجل الاستحقاق حتى 30 مايو 2010 على الأقل». قامت الشركة بتسريح 10500 موظف حول العالم. في ذلك الوقت، كانت دبي العالمية ديون 59 مليار دولار، وهو ما يمثل حوالي ثلاثة أرباع دين الإمارة البالغ 80 مليار دولار. ويشمل هذا قرضًا بقيمة 3.5 مليار دولار أمريكي لم تتمكن الشركة من سداده بحلول الموعد النهائي في ديسمبر.
رداً على إعلان الحكومة عن وقف ديون «دبي العالمية» قامت كل من «موديز» و«ستاندرد آند بورز لخدمات المستثمرين» بخفض ديون العديد من الكيانات المرتبطة بالحكومة في دبي والتي لها استثمارات في العقارات والمرافق والعمليات التجارية وتداول السلع. في حالة موديز أدى خفض التصنيف إلى فقدان الوكالات المتضررة لوضع درجاتها الاستثمارية.
ساهمت المخاوف بشأن تداعيات أزمة ديون دبي العالمية في انخفاض مؤشرات الأسهم الأوروبية الرئيسية بنسبة 3٪ في 26 نوفمبر. تبع ذلك انخفاض في الأسهم الآسيوية في 27 نوفمبر. مع ذلك انتعشت أسواق الأسهم الأوروبية مع تلاشي مخاوف المستثمرين فيما بعد حيث قرروا أن الدين المقدر لم يكن كبيراً بما يكفي لإحداث فشل نظامي في الأسواق المالية العالمية. وقالت جين فولي مديرة الأبحاث في Forex.com في لندن: «في الوقت الراهن يرى السوق أن قضية ديون دبي قد تكون عاصفة وليس إعصارًا». أغلقت الأسواق الأمريكية في 26 نوفمبر لكن الأسهم الأمريكية تراجعت بعد ظهر يوم 27 نوفمبر حيث أثارت المخاوف المماثلة وول ستريت في جلسة تداول لمدة نصف يوم. وانخفض مؤشر داو جونز الصناعي 155 نقطة، أو 1.5 ٪، بعد إغلاق 25 نوفمبر عند أعلى مستوى في 13 شهرًا. فقد مؤشر داو جونز 233 نقطة في الصباح. أيضا أدت مخاوف الأزمة إلى ارتفاع حاد في الدولار الأمريكي والين الياباني مقابل معظم العملات العالمية الأخرى حيث كان ينظر إلى هذه العملات على أنها «ملاذ آمن» خلال أوقات عدم اليقين. 
قال مسؤول كبير لم يذكر اسمه لوكالات الأنباء في 28 نوفمبر / تشرين الثاني إن أبوظبي عاصمة الإمارات العربية المتحدة الغنية ستدرس كيفية مساعدة دبي العالمية. وقال المسؤول لوكالة رويترز للأنباء «سننظر إلى التزامات دبي ونقترب منها على أساس كل حالة على حدة»، مضيفًا: «هذا لا يعني أن أبوظبي ستستحوذ على جميع ديونها». في غضون ذلك قال محافظ البنك المركزي الهندي إن هناك حاجة لتقييم أثر مشكلات ديون دبي قبل اتخاذ قرار بشأن الاستجابة. وقال دوفوري سوباراو في حيدر آباد بالهند «لا ينبغي أن نرد على مثل هذه الأخبار الفورية. أحد الدروس المستفادة من الأزمة هو أنه يتعين علينا دراسة التطورات وأعتقد أنه يجب علينا قياس مدى المشكلة هناك وكيف تؤثر على الهند».
كشف بيان عام صادر في 30 نوفمبر / تشرين الثاني 2009 لمدير عام الدائرة المالية في دبي عن أن ديون دبي العالمية «غير مضمونة من قبل الحكومة» يعكس بشكل صحيح الوضع القانوني لأن حكومة دبي لم تكن مطلوبة من قبل المقرضين وكما أنها لم تقدم أي ضمانات تعاقدية فيما يتعلق بديون دبي العالمية:
حاول المسؤولون في دولة الإمارات العربية المتحدة في الأول من ديسمبر تهدئة المستثمرين والجمهور حول أزمة ديون دبي العالمية وقالت الشركة نفسها إنها تسعى إلى إعادة التفاوض فقط على الالتزامات البالغة 26 مليار دولار التي تعهدت بها شركة تطوير نخيل العقارية المتعثرة. وقالت أيضاً إنها استأجرت شركة مويلز كومبانى وهي شركة الاستثمار التي يرأسها كين مويليس، وهو مصرفي سابق في بنك يو بى اس ليكون مستشارها. كما قدمت مؤسسة روتشيلد خدماتها المالية والاستشارية إلى دبي العالمية. وانخفضت الأسهم في دبي وأبو ظبي لليوم الثاني مع انخفاض كلا المؤشرين الرئيسيين بنحو 6 ٪. في 30 نوفمبر انخفضت الأسهم في دبي وأبوظبي بنسبة 7.3 ٪ و 8.3 ٪ على التوالي.
في 14 ديسمبر 2009 تلقت حكومة دبي مبلغ 10 مليارات دولار من المساعدات المفاجئة من أبو ظبي من أجل دبي العالمية المثقلة بالديون، والتي قالت إنها ستستخدم 4.1 مليار دولار منها لسداد السندات الإسلامية التابعة لوحدة نخيل التي تستحق في نفس اليوم.
في 24 يناير 2010 تجاوزت أصول العقارات في «دبي العالمية» 120 مليار دولار، لتغطي ديونها البالغة 57 مليار دولار أمريكي.

### صفقة الديون
قالت «دبي العالمية» في 20 مايو 2010 إنها توصلت إلى اتفاق «من حيث المبدأ» مع معظم مقرضيها البنكيين لإعادة هيكلة ديون بقيمة 23.5 مليار دولار (16.4 مليار جنيه إسترليني). سيُترك مع ديون بقيمة 14.4 مليار دولار بعد إعادة الهيكلة. لكن يجب أن تتم الموافقة على الصفقة من قبل البنوك الأخرى التي لم تشارك في المفاوضات. وتشمل شروط إعادة الهيكلة تحويل 8.9 مليار دولار من الدين الحكومي إلى أسهم. قدمت حكومة دبي ودبي العالمية هذا العرض إلى البنوك المقرضة في مارس 2010 بعد ثلاثة أشهر من المفاوضات.

## الشركات التابعة
- موانئ دبي العالمية
- منطقة جبل علي الحرة
- اقتصاد دبي
- مدينة دبي البحرية